# Sam Poons

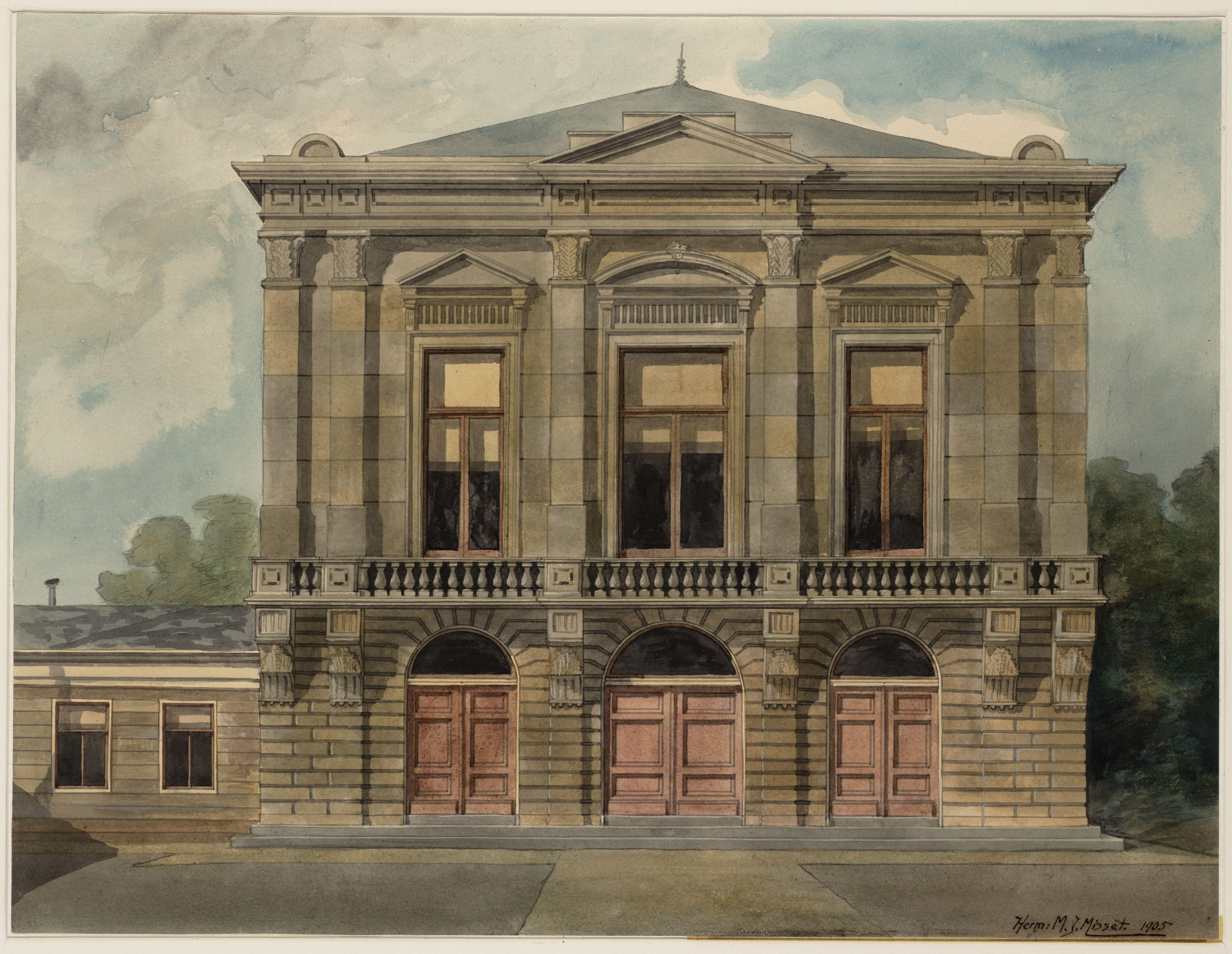
Plantage Schouwburg door Herman Misset 1905)

Salomon (Sam) Poons (Den Haag, 22 augustus 1859 – Amsterdam, 18 juni 1932) was een Nederlands bariton/bas en schouwburgexploitant.
Hij was zoon van koopman Moses Abraham Poons en Fanny Aron Swaab. In 1889 trouwde hij met actrice Elise van Biene, telg uit een acteursgeslacht. Twee kinderen stapten in de voetsporen van hun ouders: Sylvain Poons en Faniëlla Poons. Kleindochter Liesje Poons via Sylvain was een zangeres in het genre lichte muziek.
Hij kreeg zijn opleiding in Luik en in Frankrijk, alwaar hij zong bij de operahuizen in Lyon en Bordeaux. Eenmaal terug in Nederland sloot hij zich als bariton aan bij de Nederlandse Opera van Johannes George de Groot en Cornelis van der Linden. Daarna volgde Hollandse Opera en Theater Frascati met het gezelschap van vader en zoon Prot. Zijn zangperiode lag tussen 1887 en 1911. 
In 1912 werd hij samen met Gustaaf Jacobus Marinus Colnot directeur van de Schouwburg van Stoel en Spree en Plantage Schouwburg aan de Plantage Franschelaan. Het echtpaar woonde er enige tijd om de hoek, Plantage Kerklaan 3.
Poons overleed in het Portugees-Israëlitisch Ziekenhuis aan de Plantage Franschelaan, na daar vanaf maart 1932 verpleegd te zijn. Hij werd begraven op de Joodse Begraafplaats in Diemen.
Amsterdam kent sinds 1959 een Colnot en Poonshof.